# Věřňovice (přírodní památka)
Věřňovice je přírodní památka necelý kilometr severozápadně od vesnice Věřňovice, místní části obce Dolní Lutyně v okrese Karviná. Oblast spravuje Agentura ochrany přírody a krajiny ČR.

## Důvod ochrany
Důvodem ochrany je výrazná říční terasa řeky Olše s téměř přirozeným lesním porostem a výskytem chráněných druhů rostlin a živočichů.

## Flóra
Většinu přírodní památky pokrývá lužní les - ve vlhčích partiích má charakter jilmového luhu, v sušších partiích dubohabrového háje. Přirozená skladba lesa je místy narušena výsadbami nepůvodních druhů - např. dubu červeného a buku lesního. Zajímavá je hojná populace sněženky podsněžníku. Louky v jižní části jsou pravidelně koseny.

## Fauna
Na území přírodní památky bylo zaznamenáno 18 druhů savců (např. jezevec lesní a psík mývalovitý) a 40 druhů ptáků.